# Václav Černovský
Václav Černovský (31. října 1935) byl český a československý politik Komunistické strany Československa, poslanec České národní rady a Sněmovny národů Federálního shromáždění za normalizace.

## Biografie
K roku 1968 se profesně uvádí jako horník, bytem Ostrava. Působil jako předseda Ústředního výboru organizace dělnické mládeže. V listopadu 1968 byl na celostátní konferenci v Brně zvolen předsedou nové organizace Svaz pracující mládeže.
Po federalizaci Československa usedl v lednu 1969 do Sněmovny národů Federálního shromáždění. Do funkce ho nominovala Česká národní rada, kde rovněž zasedal. Ve federálním parlamentu setrval do března 1971, kdy rezignoval na svou funkci. Podle jiného zdroje rezignoval již v prosinci 1970. Zároveň odešel i z ČNR.